# Євтушенко Євген Вячеславович
Євтушенко Євген Вячеславович (18 листопада 1977, Дніпро) — український управлінець, голова Нікопольської районної військової адміністрації у 2021—2024 роках[ангажоване джерело][недоступне посилання]. Був звільнений з посади голови Нікопольської РВА 5 листопада 2024 року..

## Біографія
Євтушенко Євген Вячеславович народився у 18 листопада 1977 року в місті Дніпро. 
У 2000 році отримав повну вищу освіту в Дніпропетровській державній медичній академії за фахом «Лікувальна справа»; лікар.
Прийняв Присягу посадової особи місцевого самоврядування 13 листопада 2015 року.
Стаж державної служби понад 5 років. Також є депутатом Томаківської селищної ради.

### Діяльність
Євтушенко Євген працював на різних посадах. Від серпня 2000 до січня 2002 року був лікарем-інтерном у міській клінічній лікарні № 7  у місті Дніпро. З лютого 2002 до грудня 2015 року працював лікарем-хірургом у Томаківській центральній районній лікарні Дніпропетровської області. З грудня 2015 до грудня 2016 року обіймав посаду заступника селищного голови з питань діяльності виконавчого комітету та першого заступника селищного голови Томаківської селищної ради. Від січня 2017 до грудня 2019 року — на посаді першого заступника селищного голови та виконавчого комітету Томаківської селищної ради. З грудня 2019 до березня 2021 року виконував обов'язки голови Томаківської районної державної адміністрації. З 5 березня 2021 року і до листопада 2024 він обіймає посаду голови Нікопольської районної державної адміністрації у місті Нікополь Дніпропетровській областіНікопольська районна державна адміністрація.
На своєму посту голови Нікопольської районної державної адміністрації Євтушенко займався оперативним відновленням електро-, газо– і водопостачання після пошкоджень, сприяв евакуації вразливих категорій мешканців. Він активно підтримує громадські проєкти та ініціативи, спрямовані на покращення інфраструктури для постраждалих від обстрілів людей та ВПО, соціальної допомоги, економічної підтримки та інших аспектів життя району. В районі налагоджена військово-волонтерська співпраця, спрямована на підтримку місцевих мешканців, біженців, підприємств та підтримку життя громади.
У пресі повідомлялось про підтримку Євтушенком культурних заходів, благодійних зустрічей і виставок, сприяння популяризації мистецтва та національної спадщини району.

### Критика
Євген Євтушенко не уникнув критики з боку опозиції та громадськості. Критики висловлювали занепокоєння стосовно його управлінського підходу, ефективності використання коштів та розподілу ресурсів між громадами.
Критики також наголошували на недоліках у соціальному забезпеченні тощо. Вони висловлювали занепокоєння станом екології, якістю життя мешканців та іншими проблемами.